# Baruch Uzzi’el
Baruch Uzzi’el (hebr.: ברוך עוזיאל, ang.: Baruch Uzi’el, ur. 1 sierpnia 1901 w Salonikach, zm. 20 lutego 1977) – izraelski prawnik i polityk, w latach 1961–1969 poseł do Knesetu z list Partii Liberalnej i Gahalu.

## Życiorys
Urodził się 1 sierpnia 1901 w Salonikach, znajdujących się wówczas na terenie Imperium Osmańskiego. Do Palestyny wyemigrował w 1914. Ukończył seminarium nauczycielskie w Jerozolimie, a następnie studia prawnicze na Uniwersytecie Hebrajskim. Pracował jako prawnik.
Był członkiem Partii Progresywnej. W wyborach parlamentarnych w 1961 po raz pierwszy dostał się do izraelskiego parlamentu z listy Partii Liberalnej. W wyborach w 1965 uzyskał reelekcję z listy Gahalu, czyli wspólnej listy Liberałów i Herutu. W 1969 utracił miejsce w Knesecie.
Działał w stowarzyszeniu greckich Żydów. Zmarł 20 lutego 1977.